# クールシュヴェル飛行場
クールシュヴェル飛行場（仏: Altiport de Courchevel、英: Courchevel Altiport）は、フランス南東部アルプス山中のスキーリゾート・クールシュヴェルにある山岳飛行場 (Altiport) である。
スキー場に囲まれた立地に所在するこの飛行場は、傾斜を持つ短い滑走路で知られており、メディアに「風変わりな空港」や「危険な空港」として取り上げられることも多い。

## 概要
サヴォワ県の自治体クールシュヴェルに位置する。飛行場はクールシュヴェルの中心集落「クールシュヴェル1850」の南約2kmにある山の斜面に作られ、周辺にはスキー場が広がっている。
滑走路の長さは537m。滑走路上端の標高は2006m（6583ft）、下端は1942m（6371ft）であり、最大勾配は18.66％に達する。離陸時には常に滑走路を「下り坂」として利用して加速を行い、着陸時には逆に「上り坂」として利用することで減速を行っている。飛行場は、冬季でも離着陸が可能である。

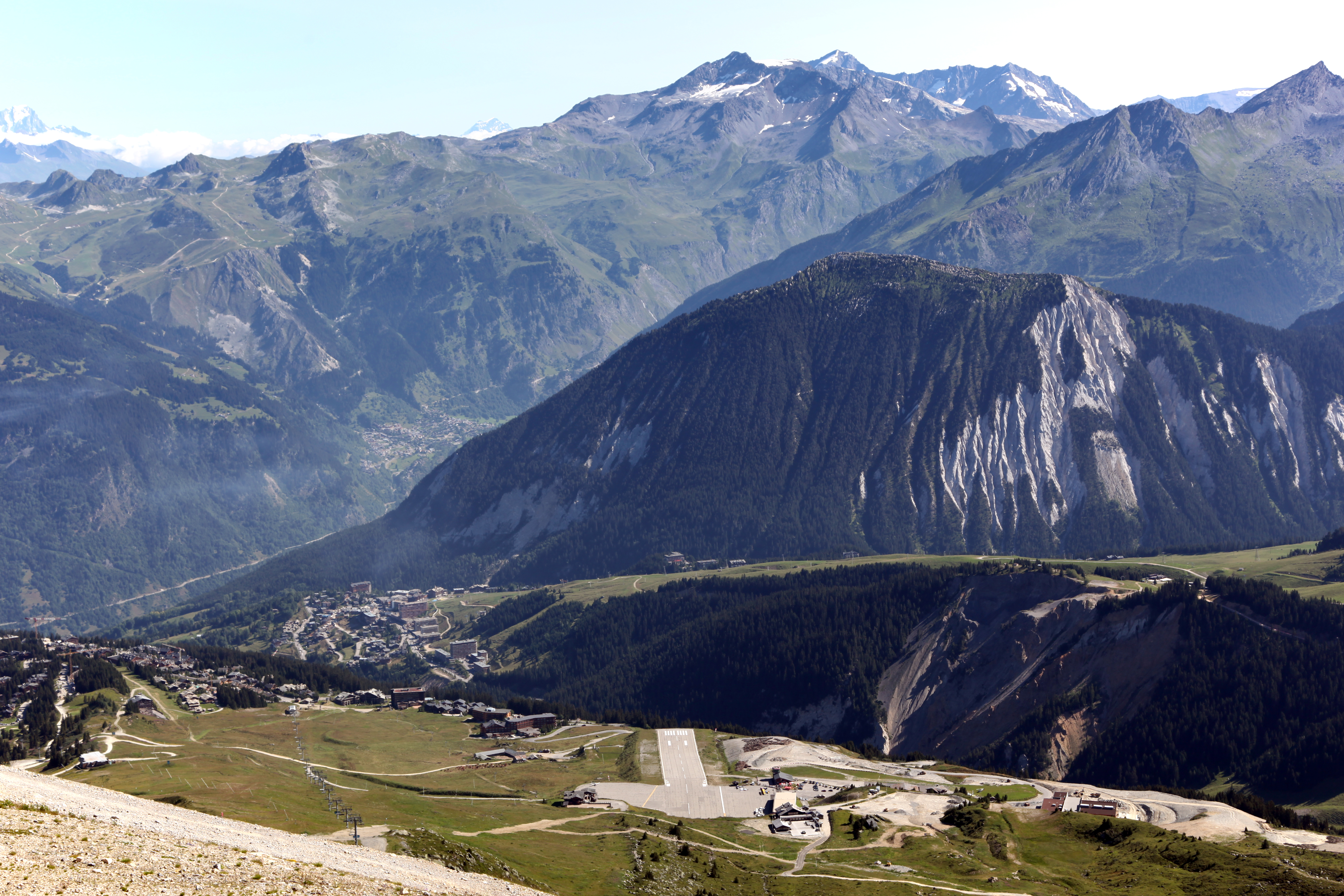
空港周辺(空港部分拡大写真)

1960年代から1970年代にかけては、エア・アルプス (Air Alpes) の拠点のひとつとして、デ・ハビランド・カナダ製のDHC-6（ツイン・オッター）や、DHC-7（ダッシュ・セブン）のような短距離でも離着陸可能なプロペラ旅客機が離着陸をしていた。
現在は、定期旅客便の運行はなく、ビジネス機・軽飛行機やヘリコプターのみが離着陸をする。飛行場は、リゾートを訪れる自家用機・チャーター機の離着陸場として、また、山岳遊覧飛行の拠点や飛行教習の場として用いられる。自家用機用に大きなプライベートエリアが確保されている。
空港へのアプローチは深い谷間を通るという危険なもので、この飛行場で離着陸する操縦士には、山岳地帯の飛行に関する特別な免許が必要である。空港開設以来、何回かの事故も発生している。